# 蔡锷
蔡锷（1882年12月18日—1916年11月8日），原名艮寅，字松坡，祖籍原湖南省寶慶府邵陽縣（今邵阳市大祥区），出生成长于原寶慶府武冈州山门（今属邵陽市洞口县），清末民初政治人物、军事家，曾經响应辛亥革命，後來發動反對袁世凱复辟帝制洪憲帝制的護國戰爭以维护宪政，被誉为护国大将军與護國军神。

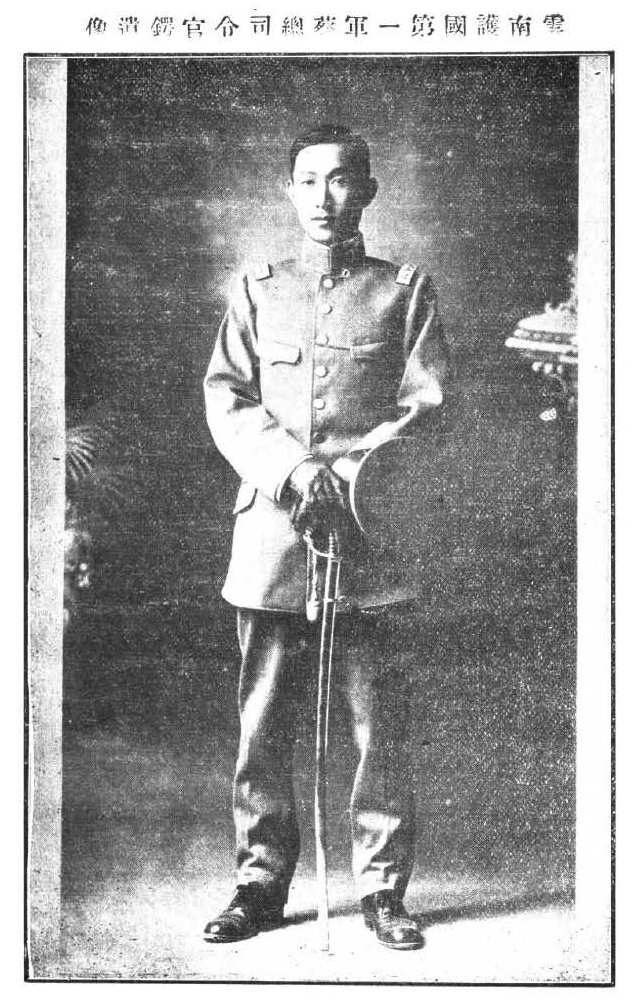
蔡鍔將軍

## 生平

### 清末事迹
清朝光绪八年十一月初九（1882年12月18日），蔡艮寅出生于原湖南省宝庆府武冈州山门大坝上（今属邵阳市洞口县水东镇）。父亲蔡政（字正陵），祖籍原湖南省宝庆府邵阳县亲睦乡蒋家冲（今邵阳市大祥区蔡锷乡蔡锷村），太平天国战乱时随蔡锷祖父移居原宝庆府武冈州山门。母亲王氏，原宝庆府武冈州山门柑子塘人。
蔡艮寅5岁时，其父为生计而举家由武冈州山门大坝上（今属洞口县水东镇）迁至山门黄板桥街上（今属洞口县山门镇）。
蔡艮寅6岁入私塾读书，10岁能文。12岁师从樊锥。光绪二十一年四月（1895年），湖南学政江标赴邵阳举行院试，未满14岁的蔡艮寅的文章获得江标赏识，遂补为县学生。14岁时，蔡艮寅又应岁试，名列一等。

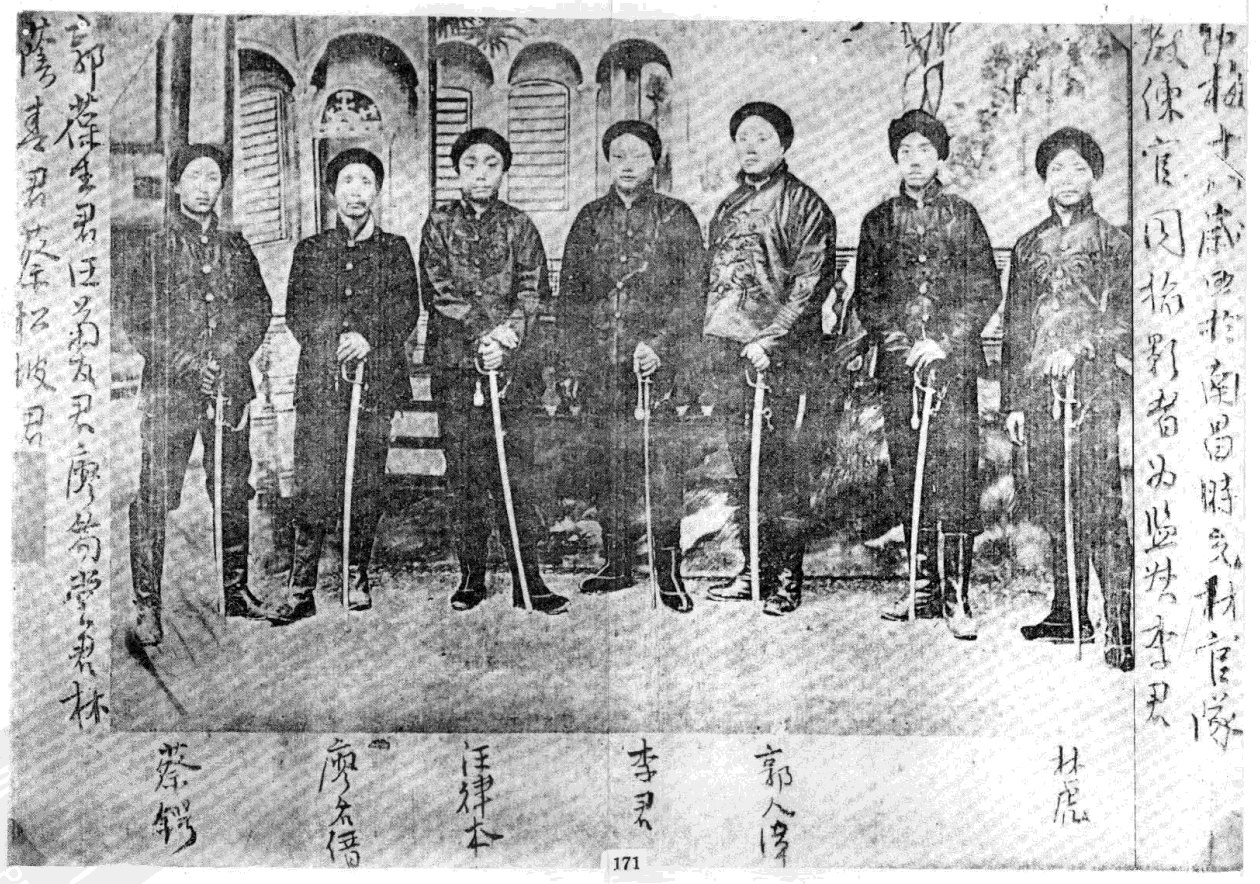
光緒三十年江西材官隊教練官林虎、趙世瑄、郭人漳、李君、汪律本、廖名縉、蔡鍔（從右至左）

光绪二十三年（1897年），15岁的蔡艮寅跟随樊锥赴秋闱（乡试）。经督学徐仁铸推荐，光绪二十四年（1898年）入長沙的時務学堂，师从梁启超、唐才常等人，受到维新变法思想影響。光绪二十五年（1899年）转赴上海，入南洋公学，旋于同年（1899年）应梁启超之召，利用時任工部右侍郎袁世凱在百日維新失敗後，給激進民主人士的一千大洋遣散費赴日本留学，入东京大同高等学校，学习政治哲学，并且补习普通科学。在校期间，曾以笔名“孟博”、“奋翮生”，投稿于梁启超办的《清议报》。不久，改入横滨东亚商业学校，和刘百刚、吴禄贞创办“励志会”，后又加入唐才常的“自立会”。光绪二十六年（1900年），随唐才常归国，参加自立軍起義。失敗後，更名“蔡鍔”，再赴日本。在日本先后入成城学校学习軍事。明治三十六年（1903）冬进入陸軍士官学校中国留学生第3期（同期日本学生为第16期）骑兵科学员，同期有冈村宁次、土肥原贤二、板垣征四郎等及中国留学生95人（其中步兵科蒋百里、工兵科张孝准）。毕业于三十七年冬（1904年）10月24日。

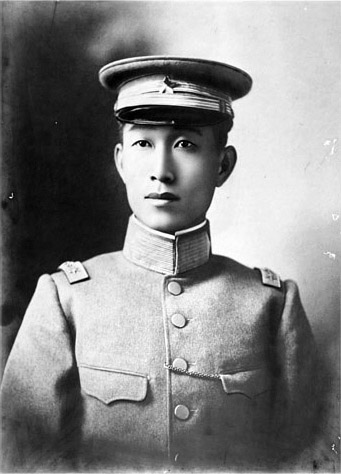
蔡鍔

光緒三十年（1904年），蔡锷毕业归国。1904年（光緒30年）12月，获江西巡抚夏少非聘任为江西续備左軍随营学堂監督，不久改称江西材官学堂監督。1905年（光緒31年）2月，任湖南教練处帮办、湖南武備学堂教官、湖南兵目学堂教官。同年8月，赴广西省，任广西新軍总参謀官兼总教練官，兼随营学堂总理官。同年9月，兼广西巡撫部院总参謀官，10月兼任广西測絵学堂堂長。1907年（光緒33年）2月，广西陸軍小学堂创立，蔡锷兼任总办。同年3月，兼任广西兵備处总办。1908年（光緒34年）4月，任广西新練常備軍第1標標統。1909年（宣統元年）2月，任广西龙州的广西陆军讲武堂总办，后改任監督。1910年（宣統2年）7月，任广西混成協協統。
蔡鍔在广西省历任上述軍事要職，其于军校考试与军事无关的诗词歌赋等科目，桂籍学生因不善诗词成绩不佳，遭到除名，而与蔡锷同省的湖南籍学生则无一黜落，因军校经费为广西士绅所筹，学生毕业后也在广西军队任职，护防乡土，因此蔡锷行事被广西士绅视为外省人以卑劣手法迫害本省学生，引发强烈不满，广西士绅及学生群起驱逐蔡锷，令其被迫离开。对于蔡锷遭广西驱逐的原因，另有说法指其积极推进軍队的近代化改革，但广西省的革命派视蔡锷为清朝的擁護派。1910年10月，革命派主導的驱逐蔡锷運動开始，蔡锷转赴云南省任职，但广西是辛亥革命后少数由原清廷官僚主政的省份，民间心态较为保守，且清末时各省省籍主义横行，因此广西革命党人主导驱蔡一说可信度较低。
另有说法指蔡锷同黄興之間保持着联系，秘密从事革命派团体的组织工作，在广西省任职期間也明確保持着革命派的态度。有说法认为蔡锷于1906年前后加入了中国同盟会，但是也有说法不认为在广西省期間蔡锷加入了中国同盟会。

### 辛亥革命与二次革命

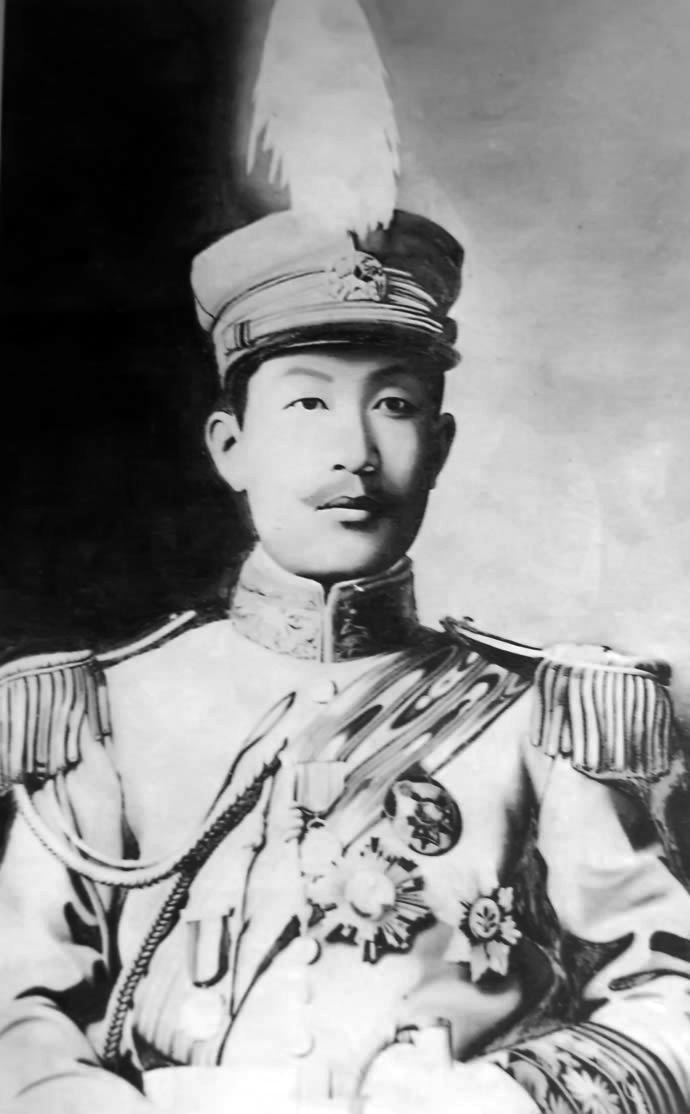
蔡锷

1911年（宣統3年）7月，蔡鍔被任命为雲南陆軍第19鎮第37協協統。同年10月10日，武昌起義爆发，蔡锷同雲南省的革命派人士李根源、唐继尧决定举兵响应。10月30日，蔡锷在昆明举兵发动重九起義，将雲貴总督李经羲逮捕，掌握了雲南省大权。

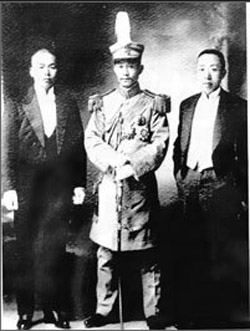
1915年10月，蔡锷（中）与友人戴戡（左）、陈国祥（右）在天津密谋讨袁时合影。10月梁启超在其天津住所召集最后一次秘密会议，梁启超、蔡锷、戴戡、陈国祥、王伯群、汤觉顿、蹇念益等与会，作出“武装讨伐袁世凯，坚决维护共和国体”的决定。会后，戴戡、蔡锷、陈国祥到山本照相馆合影留念。

11月1日，「大中華国雲南軍都督府」成立，蔡锷被推戴为雲南都督。蔡鍔随即改革雲南的軍事、政治。他清廉与果断的政治姿态使省政面目一新，结束了省内的混乱，成功掌握人心。1912年中华民国成立后，蔡锷继续担任雲南省都督。
1912年（民国元年）1月27日，蔡鍔成为統一共和党总幹事。同年8月，脱离統一共和党。1913年（民国2年）5月29日，蔡鍔成为梁启超领导的進步党的名誉理事兼湖南支部長，不久便辞任。但是，此后蔡和梁的关系极为密切。同年7月，二次革命爆发，蔡锷支持袁世凱。但是，袁世凱害怕各地方势力坐大，乃将各地方都督召到北京，进行笼络并監視。同年10月，蔡锷入北京，唐继尧继任雲南都督。
1913年（民国2年）10月，蔡锷出任陸軍部编译处副总裁。11月26日，任政治会议总统特派议员。1914年（民国3年）5月26日，任参政院参政。同年6月，获授将军府昭威将軍。7月，任陸海軍大元帥統率办事处办事員。12月，任全国经界局督办。

### 护国战争

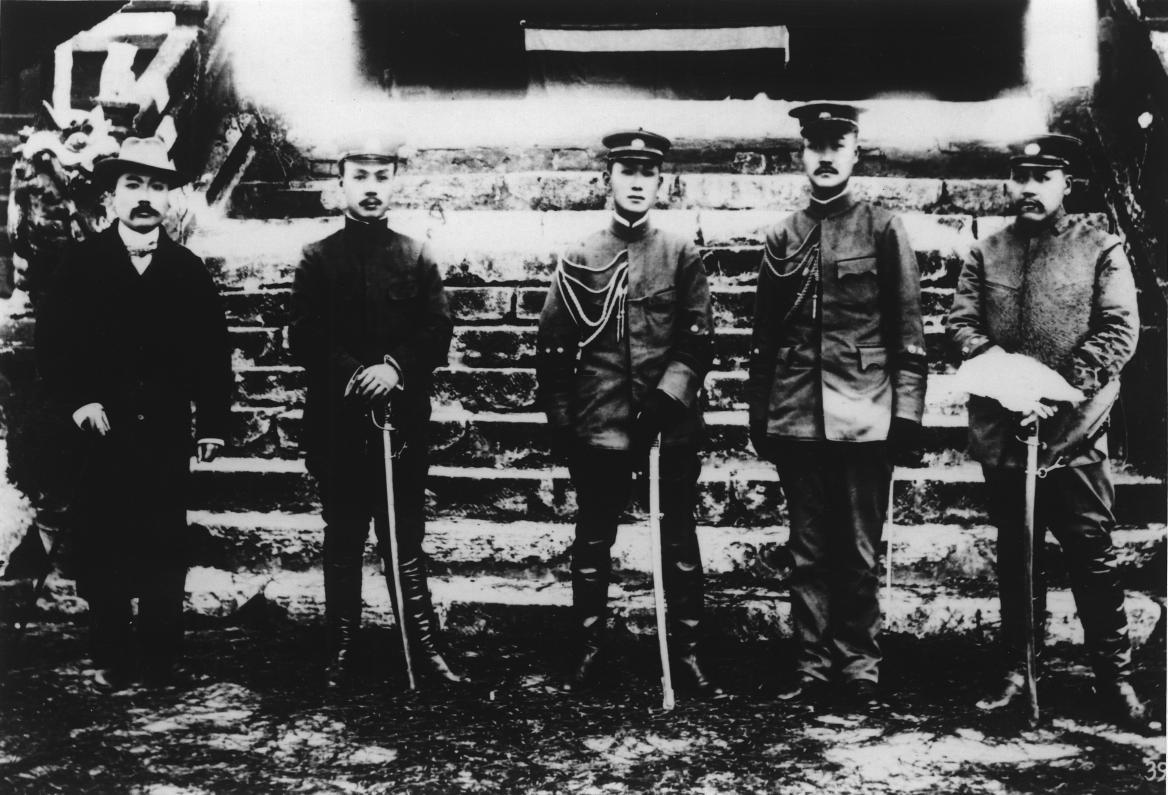
1915年护国军出征前夕，部分护国军将领合影。左起：第一军秘书长李曰垓、第一军总参谋长罗佩金、第一军总司令蔡锷、第一军参议殷承瓛、第二军总司令李烈钧

1915年（民国4年）11月，蔡鍔在梁启超的帮助下逃往天津，绕道日本、越南回云南。12月18日，抵蒙自，25日，唐继尧发表雲南省独立宣言。同时组织了讨伐袁世凯的護国軍，蔡锷任護国軍第1軍总司令（第2軍总司令李烈鈞、第3軍总司令唐继尧）。護国战争爆发。而後從張玉法的中國近代史稱蔡鍔、李烈鈞、唐繼堯為“護國三傑”，以後如薛化元、李守孔等史學家亦從之。
1916年（民国5年）春，蔡鍔率2万人的護国軍第1軍在四川省的瀘州、納溪（今瀘州市納溪区）一带击败了8万人的北京政府軍。随后，广西省的陸荣廷发表独立宣言，並派陳培坤率桂軍出兵湖南，在5月6日至5月19日进行的武冈衡阳战斗中，决定性的歼灭湖南的北洋军。不久，袁世凱便取消帝制。1916年（民国5年）5月8日，蔡锷出任護国軍軍務院撫軍。袁世凯死后，周骏为争夺四川治权，与陈宧在成都附近交战，北京政府遂于6月24日任蔡锷将军府益武将军、督理四川军务兼四川巡按使，以他威望，治理四川。7月6日，蔡锷出任四川督軍兼省長。時任國務總理的段祺瑞，更曾以職位相讓，力邀蔡鍔北上。蔡锷早于六月已喉病复发，虽然他于7月29日抵成都履任，但一切事务都是由罗佩金代行，8月7日，蔡锷力辞职务，9日，离开成都，往上海养病，谢绝一切探访，9月上旬，转赴日本福冈市接受治疗。
1916年11月8日，蔡鍔在九州帝国大学医科大学附属医院（今九州大学病院）逝世，享年35岁（满33周岁）。28日，中国政府派船运载灵柩回国 。國會议决为蔡锷举行国葬，12月22日，大总统黎元洪颁令依国葬法举行。1917年（民国6年）4月12日，国葬在湖南省的岳麓山举行，蔡锷墓至今犹存。袁世凱的次子袁克文更以「軍人模範，國民模範；自由精神，共和精神」為輓聯。民間稱蔡锷為再造共和第一人。

## 評價
中華民國大總統黎元洪：「驚悉蔡松坡八日逝世，昊天不弔，喪我元勳；克強既殂，松坡又逝；人亡國瘁，薄海同悲；東望扶桑，悼痛何極。所有飾終典禮及靈櫬回國辦法，已飭院迅速議行」、「國會議決故勳一位、陸軍上將黃興、蔡鍔，應予舉行國葬典禮，著內務部查照《國葬法》辦理。」
中華民國參議院：「得蔡公松坡噩電，痛哭失聲，罔知所措。公爲共和再造之元勳、民國偉人、天南一柱，大星崩隕，全國震驚。望瀛海以昭魂，念豐功而增慟。謹於本日大會議決休會一日，並下半旗以致哀悼。」
中華民國眾議院：「頃得噩耗，本院同人僉以先生玄黃，再造志決，身殲奪國命之所依，胡天心之太忍。除本日休會誌悼並另期開會追悼外，特先電唁。」
斷句錯誤
應該是「頃得噩耗，本院同人僉以:先生玄黃再造，志決身殲，奪國命之所依，胡天心之太忍!除本日休會誌悼並另期開會追悼外，特先電唁。」
《中華新報》：「光復民國偉人」
《申報》：「松坡雖死，而其對中國之心仍未死也！」
《時事新報》：「独先生仗剑而起，提滇中数千之师，以当袁军数万之众，而能克叙州、下纳溪、冲泸州，使袁军胆落天下之人，因此知袁军不可畏。袁氏百胜之威，先生以一朝挫之，共和之局，因以再定。凡兹所述，乃其荦荦大者，其他利国福民之事，尚悉数难终。若夫艰巨之任，则争居人前；权利之来，则愿居人后，其谦光之德、有容之量，尤为并世所罕见。故先生非独国家之干城，抑亦军人之模范也。」

## 著作
1911年，蔡锷辑取曾国藩、胡林翼的治兵言论编成《曾胡治兵语录》。1924年，新成立的黄埔军校将《曾胡治兵语录》作为教材印发学员，校长蒋介石亲自增辑“治心”一章并作序再版。遗著被编为《蔡松坡集》。

## 家庭

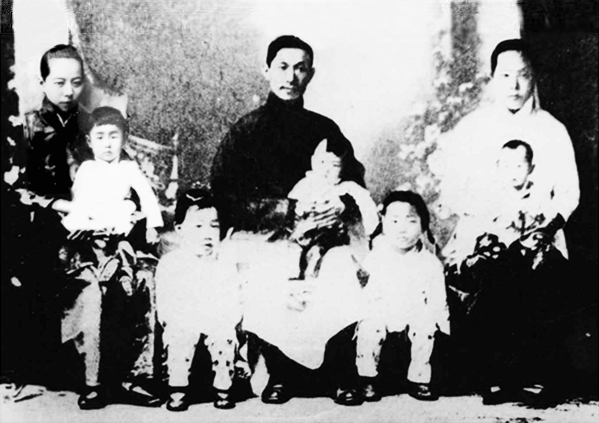
蔡锷全家福，1915年摄于北京。居中者蔡锷，怀抱长子蔡端生。左侧为如夫人潘蕙英，怀抱三女蔡淑莲。右侧为夫人刘侠贞，怀抱四小女。前排为长女蔡铸莲、次女蔡福莲。

蔡锷共有一妻一妾，育有二子四女，其中两个女儿早夭，其他二子二女长大成人。其妻刘侠贞育有三女，一女成人。其妾潘蕙英育有一女二子，均成人。
- 妻：刘侠贞(1883-1941)
  - 长女：蔡鑄蓮(1906-1985)
  - 次女：蔡福蓮(1906-1914)
  - 四女（早夭）
- 侧室：潘蕙英(1895-1956)
  - 三女：蔡淑蓮(1912-2001)
  - 长子：蔡端生(1914-1997)
  - 次子：蔡永寧(1916-1968)

## 逸事
- 1915年底，在北京的蔡锷在梁啟超的影响下，反对袁世凯称帝，但因周围有袁世凯派人监视，所以表面拥护袁世凯称帝。实际上蔡锷先将母亲和家眷分批安排送离北京，随后经周善培策划，整日在市场、戏院、八大胡同妓院游荡，并假装迷恋妓女小鳳仙，以麻痹袁世凯，使袁世凯减少了对蔡锷的监视。一个月之后，蔡锷装病，先入北京的日本医院，然后串通医院出具证明书，要蔡锷赴天津治病。经梁启超帮助，蔡锷随即潜逃出北京，赴天津。[25]后来，蔡锷取道越南回到云南。于12月25日与唐继尧等人宣布云南独立，组织护国军，发动护国战争，蔡锷任护国军第一军总司令。
- 小凤仙之母为偏房，受正妻排挤，离家早亡，小凤仙随奶妈四处漂流，以卖唱为生。许姫传所记1951年小凤仙拜访梅兰芳时的口述，小凤仙结识蔡锷时年仅15岁，“那时常听他（指蔡锷）讲些三国、水浒故事和做人的道理，又教我识字看书。”实际上蔡锷在北京密谋反袁世凯时，知情人及协助者为其侧室潘蕙英。[26]小凤仙既不知情，也未参与蔡锷逃走之事。[25]
- 蔡锷在世时，1916年春出版的杨尘因所著章回小说《新华春梦记》中，最先将蔡锷与小凤仙写成知音。但是，张冥飞在这部书的尾批中称：“松坡……自污使老袁不以为虑耳，非真有爱于小凤仙者也。即使真爱小凤仙，亦决不肯以心腹事告之。”并明确称：“作者如此写来，乃是别有用意，阅者勿谓真有其事也。”[25]此后，在各种文艺作品中，蔡锷和小凤仙被虚构并演绎成一段爱情故事的主角。
- 蔡锷逝世后，各种报刊随即刊登了一些托名小凤仙的挽联、悼文，实际上都是各地好事者所撰写，与小凤仙本人并无关系。比如衡州的王血痕等人就是这样的好事者。上述各种挽联中，有一些流传较广，比如“不幸周郎竟短命，早知李靖是英雄”[27]，又如“九万里南天鹏翼，直上扶摇，怜他忧患余生，萍水相逢成一梦；十八载北地胭脂，自悲沦落，赢得英雄知己，桃花颜色亦千秋。”[28][29]陶菊隐在《六君子传》中说：“这是好事者一种通性，总想英雄儿女配合一起，传为佳话。”[25]
- 根据《李宗仁回忆录》的记述，1910年蔡锷在广西教练新军，其处事不公，先是包庇舞弊违规考入桂军学堂学习的湘籍学生（清廷规定各地新军应为本省人），后又在桂军学堂（因经费不足）考察学生以决定学生是否能留读时以偏袒的手法（考诗词文章，而非兵法或軍事學）再次包庇文學水準较高的湘籍学生，引得桂籍学生（李宗仁、白崇禧等未来的名将均在此列）发动学潮，进而与得知此事的广西士绅联手将其驱逐，而蔡锷带至广西学堂的湘籍教员也因此离职。[30]
- 蔡锷与蒋百里同庚，并且为莫逆之交。[31]
- 朱德晚年在回忆录中写到“蔡锷先生影响我整个前半生，而毛泽东影响了我的后半生”。[32]

## 纪念

### 挽联
- 孙中山挽蔡锷联：“平生慷慨班都护；万里间关马伏波。”[33]
- 梁启超《挽松坡联》：“知所恶有甚于死者，非夫人之恸而谁为。”[34]《祭蔡松坡文》：“血随泪尽，魂共岁徂，吾松坡乎！吾松坡乎！汝何忍自洁而不我俱。”[35]
- 康有为挽蔡锷联：“微君之躬，今为洪宪之世矣；思子之故，怕闻鼙鼓之声来。”[29]
- 朱德挽蔡锷联：“勋业震寰区，痛者番，向沧海招魂，满地魑魅迹踪，收拾山河谁与问；精灵随日月，倘此去，查幽冥宋案，全民心情盼释，分清功罪大难言。”[36]

### 纪念设施
- 蔡锷墓，位于湖南省长沙市岳麓山。
- 蔡锷公馆，位于湖南省邵阳市洞口县山门镇。

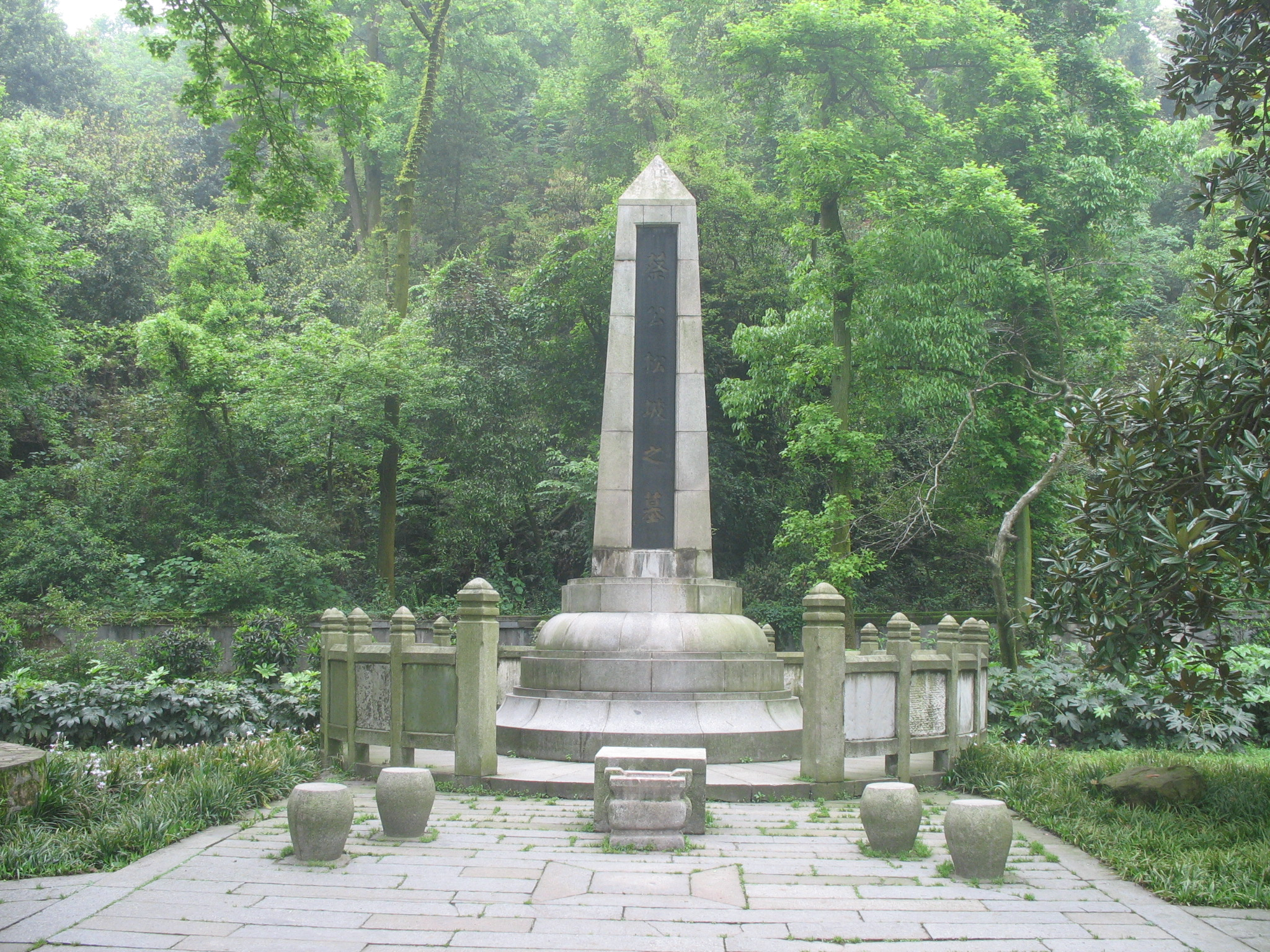
蔡锷墓

- 蔡锷故居，位于湖南省邵阳市大祥区蔡锷乡（原名蒋河桥乡）蔡锷村。
- 蔡锷故居，位于北京市西城区棉花胡同66号，蔡锷于1913年11月至1915年11月居此。
- 松社，1918年梁启超等人为纪念蔡锷在上海成立。
- 松坡图书馆(北平)，1922年在北京的松社成员决定筹建松坡图书馆并设蔡公祠。在北海公园快雪堂院内设松坡图书馆第一馆，在小石虎胡同清右翼宗学旧址设松坡图书馆第二馆。1922年，松社成员推举梁启超为馆长。1923年11月图书馆成立。第二馆在1924年6月开放，第一馆在1925年10月开放。1929年，第二馆并入第一馆。后来，松坡图书馆并入国立北平图书馆。
- 松坡图书馆(邵阳)，位于湖南省邵阳市双清区，其旧址为省级文保单位。
- 隆回县第一中学，原名私立松坡中學，通称“松坡”。
- 蔡公祠，1922年在北京的松社成员决定筹建松坡图书馆并设蔡公祠。民国十二年（1923年），将北海公园快雪堂改为蔡公祠，以纪念蔡锷。快雪堂院落内的澂观堂为松坡图书馆阅览室，浴兰轩为藏书室，快雪堂为蔡公祠。
- 蔡公祠，1919年在云南昆明南校场（今宝善街段，位于现云南省京剧院宿舍大院内）建蔡公祠。中华人民共和国时期被拆除。

### 地名
- 蔡锷村，位于湖南省邵阳市大祥区蔡锷乡（原名蒋河桥乡）
- 蔡锷乡，位于湖南省邵阳市大祥区
- 蔡锷路 (长沙)，位于湖南省长沙市开福区、芙蓉区
- 蔡锷路 (武汉)，位于湖北省武汉市江岸区
- 蔡锷路 (邵阳)，位于湖南省邵阳市北塔区
- 蔡锷广场，位于湖南省邵阳市北塔区

## 影視形象
- 唐威：1974年臺灣華視電視劇：《小鳳仙與蔡松坡》
- 凌雲：1974年邵氏電影：《五大漢》（鮑學禮導演執導）
- 劉松仁：1976年香港無綫電視劇：《近代豪俠傳》
- 王心剛：1980年代初中國大陸電影《知音》
- 張佩華：1985年台湾中視電視劇《大將軍與小鳳仙》
- 邵仲衡：1990香港無綫電視劇：《螳螂小子》
- 劉松仁（中年版）、麥子樂（青年版）：2009年香港無綫電視劇：《蔡鍔與小鳳仙》
- 王志飞：2011年中國大陸電視劇：《护国大将军》
- 于荣光：2011年中國大陸電視劇：《护国军魂传奇》
- 劉德華：2011年中國電影：《建黨偉業》

## 來源参考
1. ↑  朱宗震. 題名 中國歷史名人16 護國大將軍蔡鍔. 出版 台南 : 紅樹林, 1997.
2. ↑  .   [2020-03-09]. （原始内容存档于2020-04-03）.
3. 1 2 3  . 邵阳公务接待网.   [2012-12-25] （中文（简体））.[永久]
4. 1 2  . 辽宁人民出版社. 1987: 293.
5. 1 2 3 4 5 6 7 8 9 10 11 12 13 14  謝本書. . 蘭州大学出版社. 2007. ISBN 7-311-01125-6.
6. ↑  此事见于《李宗仁回忆录》。
7. ↑  .   [2012-12-26]. （原始内容存档于2013-05-02）.
8. 1 2 3 4 5 6  劉寿林等編. . 中華書局. 1995. ISBN 7-101-01320-1.
9. ↑   (PDF). 政府公報. 1913-11-27, (563號).
10. ↑   (PDF). 政府公報. 1914-05-27, (738號).
11. ↑  . 盛京時報 (奉天). 1915-12-01. 蔡氏已于一禮拜前秘密赴津，勾留數日，即搭船赴日
12. ↑  . 民國日報 (上海). 1916-12-25.
13. ↑   (PDF). 政府公報. 1916-06-25, (170號).
14. ↑  . 新聞報 (上海). 1916-06-27. 梁任公先生鑒：敬電奉悉，已立轉照。松公係舊喉病發，較前稍重，然尚能布劃一切，隨時與各處通電，想無礙也
15. ↑  . 新聞報 (上海). 1916-06-30. 梁新會先生鑒：敬電敬悉，賤恙遠承注念，感甚。鍔喉中痛楚，入夜頗劇，就醫診治，當可望痊，謹此覆聞，幸釋馳系。鍔叩。宥
16. ↑   (PDF). 政府公報. 1916-08-03, (209號). 茲據該督軍電稱，已於二十九日抵省，力疾視事等語，盡瘁宣勤，至殷慰念，尚望撫綏凋瘵，卧護西川，至公署內日行尋常事件，仍准暫由羅佩金代行，用資節衞
17. ↑  . 新聞報 (上海). 1916-08-21. 嗣因該督喉病日劇，中西醫診視，均以轉地療養爲宜，復經再三電請，情事迫切，未便強留，是以准假兩月，暫由羅佩金護篆。據來電云，本月九日由蓉東下，一俟病痊，仍當促令回川，以慰衆望。黎元洪。巧
18. ↑  . 時事新報 (上海). 1916-09-04. 鄙人因喉患甚劇，來滬就醫……現已移居醫院療治……無論親舊，謹謝枉顧，卽賜示函件，亦概恕不作答
19. ↑  . 時事新報 (上海). 1916-09-13. 梁任公先生鑒：頃接松坡青電，云已東渡就醫，並請開缺，悵望無似……
20. ↑  . 民國日報 (上海). 1916-11-28. 政府派定海容兵艦、新銘商輪，準於廿八日午刻由滬開赴長崎
21. ↑   (PDF). 政府公報. 1916-12-24, (349號)  [2023-06-09]. （原始内容存档 (PDF)于2023-08-04）.
22. ↑  . 新聞報 (上海). 1917-04-19.
23. ↑  鄧江祁. .   [2021-03-16]. （原始内容存档于2021-03-23）.
24. ↑  . 湖南省文史研究馆. 2015-08-10.
25. 1 2 3 4  . 葛献挺. 日本新华侨报网. 2011-09-14  [2012-12-26]. （原始内容存档于2018-11-09） （中文（简体））.
26. ↑  蔡锷后人：将军知音是夫人潘蕙英 非小凤仙，东莞时间网，2011年11月1日
27. ↑  . 民國日報 (上海). 1916-12-03.
28. ↑  . 历史上的今天.   [2012-12-26]. （原始内容存档于2013-01-18） （中文（简体））.
29. 1 2  . 昆明信息港. 2011-10-08  [2012-12-26]. （原始内容存档于2013-05-24） （中文（简体））.
30. ↑  李宗仁口述，唐德刚撰写，李宗仁回忆录，广西师范大学出版社，2005年
31. ↑  .   [2012年12月26日]. （原始内容存档于2020年4月3日）.
32. ↑  朱德. . 国际文化出版公司. 2009-08-01. ISBN 9787801739186 （中文（简体））.
33. ↑  . 中共上海交通大学委员会校报电子版 - 第1364期(2011年10月31日) - 第04版:交大文化·记忆.   [2012年12月26日]. （原始内容存档于2016年3月6日） （中文（简体））.
34. ↑  . 民國日報 (上海). 1916-12-06.
35. ↑  . 人民政协报. 新华网.   [2011年4月14日]. （原始内容存档于2011年9月26日） （中文（简体））.
36. ↑  . 袁泉 舒秀敏. 四川科技报.   [2010年1月18日] （中文（简体））.[永久]